# Malva unguiculata
Malva unguiculata är en malvaväxtart som beskrevs av Friedrich Christoph Wilhelm Alefeld. Malva unguiculata ingår i Malvasläktet som ingår i familjen malvaväxter. Inga underarter finns listade i Catalogue of Life.